# Paint.NET
Paint.NET — власницький безкоштовний растровий графічний редактор для Microsoft Windows, створений на основі .NET Framework. Створений спочатку студентами Університету штату Вашингтон, Paint.NET пройшов розвиток від простої заміни Microsoft Paint до потужного редактора, що підтримує роботу з шарами, прозорість, змішування та розширення можливостей за допомогою плагінів. В деяких випадках Paint.NET можна розглядати як полегшену безкоштовну альтернативу Adobe Photoshop.
Paint.NET в основному написано на мові програмування C#, з додатками на C++, що використовуються під час інсталяції програми та для її інтеграції з оболонкою.

## Історія
Спочатку Paint.NET був створений як проект старшокурсників з комп'ютерних наук навесні 2004 року. Проект Paint.NET продовжувався влітку і в осінній семестр 2004 р., у результаті чого з'явилися версії 1.1 та 2.0. Сьогодні розвиток програми продовжується двома розробниками, які тепер працюють в Microsoft, обидва з яких працювали над попередніми версіями Paint.NET поки були студентами Університету штату Вашингтон.
Один з основних розробників програми Рік Брюстер писав, що версія 1.0 була написана «за 4 місяці … і містила 36000 рядків коду». Один з останніх релізів (3.35) — містить близько 162000 рядків коду. На травень 2006 року програма була завантажена принаймні 2 мільйони разів, з темпом близько 180000 в місяць.
Остання версія під вільною ліцензією MIT v3.36.7 .

## Плагіни
Paint.NET підтримує плагіни у вигляді файлів DLL. За допомогою плагінів до функціоналу програми можна додати додаткові можливості: регулювання, ефекти, та підтримку додаткових форматів файлів. Вони можуть бути написані використовуючи будь-яку мову програмування .NET, проте більшість написано на C#.

## Підтримка інших ОС
Спочатку Paint.NET створювався для операційних систем родини Windows і не мав підтримки ніяких інших систем. Але потім Мігель де Ікаса частково переніс Paint.NET на Mono. Це дало можливість запустити Paint.NET під GNU/Linux та іншими платформами з підтримкою Mono.

## Виноски
1. ↑  Brewster, Rick. Paint.NET v3.5.5 is now available. Paint.NET Blog. dotPDN, LLC. Архів оригіналу за 30 червня 2013. Процитовано 26 квітня 2010.
2. 1 2  Brewster, Rick. Paint.NET Download. dotPDN, LLC. Архів оригіналу за 30 червня 2013. Процитовано 28 листопада 2009.
3. ↑  Brewster, Rick (6 листопада 2009). A new license for Paint.NET v3.5. Paint.NET Blog. dotPDN LLC. Архів оригіналу за 30 червня 2013. Процитовано 1 травня 2011.
4. ↑  Для чого потрібні ці "шари" в графічному редакторі. Архів оригіналу за 24 жовтня 2020. [Архівовано 2020-10-24 у Wayback Machine.]
5. ↑  Останній початковий код під вільною ліцензією MIT. github. Roy Ivy III. Архів оригіналу за 12 вересня 2020. Процитовано 27 березня 2020.